# Palinges
Palinges este o comună în departamentul Saône-et-Loire, Franța. În 2009 avea o populație de 1.512 de locuitori.

## Evoluția populației
| An        | 1975  | 1982  | 1990  | 1999  | 2006  | 2009  |
| --------- | ----- | ----- | ----- | ----- | ----- | ----- |
| Populație | 1.792 | 1.714 | 1.630 | 1.494 | 1.521 | 1.512 |